# (3988) Хумай
(3988) Хумай (лат. Huma) — небольшой околоземный астероид из группы Амура (II). Он был открыт 4 июня 1986 года американским астрономом Элеанорой Хелин в Паломарской обсерватории и назван в честь Хумайя, птицы счастья в арабской мифологии.

Орбита астероида Хумай и его положение в Солнечной системе